# Ashorne
Ashorne är en ort i Storbritannien.   Den ligger i grevskapet Warwickshire och riksdelen England, i den södra delen av landet, 130 km nordväst om huvudstaden London. Ashorne ligger 63 meter över havet och antalet invånare är 110.
Terrängen runt Ashorne är platt. Runt Ashorne är det ganska tätbefolkat, med 116 invånare per kvadratkilometer. Närmaste större samhälle är Royal Leamington Spa, 9,3 km norr om Ashorne. Trakten runt Ashorne består till största delen av jordbruksmark.